# シェール・モハンマド・アッバス・スタネクザイ
シェール・モハンマド・アッバス・スタネクザイ (パシュトー語: شیر محمد عباس ستانکزئی [ʃɪr mʊˈhamad  aˈbɑs stɑnɪkˈzai]; 1963年 - ) は、アフガニスタンのターリバーンの幹部の一人であり、2021年9月7日から外務副代表を務めている。
スタネクザイはもとはインドの陸軍士官学校で訓練を受けたアフガニスタン国軍の将校であった。対ソビエトのイスラム抵抗運動に参加するため後に帰国。第一次ターリバーン政権では内閣副大臣を務めた。
2012年に設立されたドーハのターリバーン政治事務所の主要メンバーであり、2015年から2020年まで所長を務めた。
英語、ウルドゥー語、パシュトー語、ダリ語を話すことができ、タリバンの政治代表として他国に広く歴訪した。9月7日にターリバーンの報道官であるザビフッラー・ムジャヒドからアフガニスタン・イスラム首長国の内閣が発表され、スタネクザイが外務副代表に任命された。

## 経歴
スタネクザイは1963年にアフガニスタンのローガル州、バラキ・バラク地区のアッバス・カラ区で生まれた。 彼はパチャ・カーンの息子でありスタネクザイ族のパシュトゥーン人である。 アフガニスタンで政治学を学び修士号を取得。 英語、ウルドゥー語、パシュトー語、ダリ語を話すことができる。
インドのノウゴングにある陸軍士官候補生大学で、インド・アフガン協力プログラムの下で、1979年から1982年までの3年間、兵士として訓練されている。また、デヘラードゥーンのインド陸軍士官学校でバガト大隊、ケレン中隊で1年半の間に士官を務め、45人の外国人士官候補生の1人であった。陸軍士官学校ではアジアとアフリカの他の多くの国からの士官候補生を訓練していた。彼の仲間の士官候補生は彼を「シェル」と呼んでいた。卒業後はアフガニスタン国軍の中尉になった。
彼はソビエト・アフガン戦争でソ連と戦うために軍を抜け出し、最初はモハマド・ナビ・モハマディのアフガニスタン・イスラーム民族革命運動で、次にアブドゥル・ラスル・サイヤフのアフガニスタン解放イスラム連合と共に南西戦線の司令官を務めた。彼はパキスタンの軍事諜報機関と連絡を取り合う役割をサイヤフと担っていた。彼はほとんどのアフガニスタンのムジャーヒディーンよりも垢抜けており、1980年代にパキスタンのクエッタに居たとき、彼は時折、妻とレストランで食事をしていた。他のムジャーヒディーンはこれについて噂話をしたが、逆にスタニクザイは女性を自宅に隔離しておくのは昔ながらの考えであると返した。

## ターリバーン支配(1996年 - 2001年)
スタニクザイは1990年代にターリバーンに加わった。彼らが1996年に権力を握った後、スタニクザイは外務大臣ワキル・アフマド・ムタワキルの下で外務副大臣を務めた。ムタワキルからは信頼が無かったと伝えられているが、英語を上手く話すため、外国メディアのインタビューに頻繁に応じた。1996年に外務大臣代行としてワシントンD.C.を訪れ、クリントン政権にターリバーンが支配するアフガニスタンに外交的承認を拡大するよう要請した。1998年、時のターリバーン指導者、ムハンマド・オマルの怒りを買ったとされ、おそらくは、権力乱用とアルコールに対しての怠惰の問題に関連して解任され、自宅軟禁下に置かれたとされる。しかし、パキスタン軍諜報機関とのつながりはターリバーン指導部に影響を与え、これがスタニクザイに有利に働いた。外務ほど重要ではない地位に就いていたが、数ヶ月後に保健副大臣に任命された。スタニクザイは不正行為を否定し、降格から通常の大臣任務に戻った。

## ターリバーンの政治代表(2001年 - 2021年)

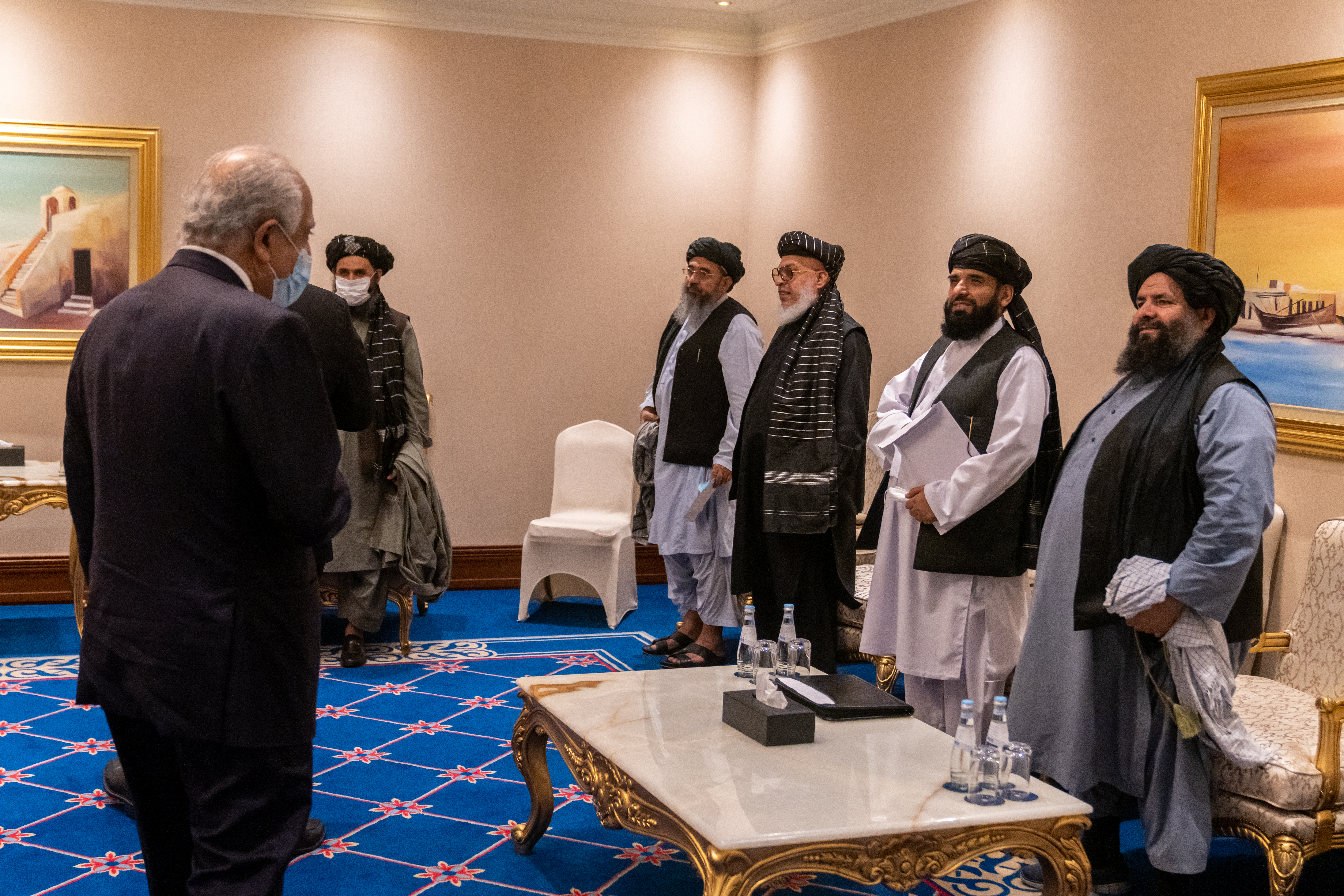
2020年11月21日、カタールのドーハでザルメイ・ハリルザド米国代表(左)、マイク・ポンペオ国務長官と会談するスタニクザイ(右から3人目)

スタニクザイは2012年1月、ターリバーンの政治局開設を促進するために、タイヤブ・アガーらと共にカタールへ赴いた。2015年8月6日、辞任したアガーの後任として政治局長代理に任命された。その後、スタニクザイはマンスールに「私とイスラム首長国の政治局の他のメンバーは、名誉あるムッラー・アクタル・マンスールに忠誠を誓う」と述べた。彼は2015年11月に政治局長の地位に就任することが確認された。
2016年7月18日から22日まで中国当局者との会談のために中国に訪問した。2017年2月にはアラブ首長国連邦への入国を拒否されている。
2018年8月7日から10日にかけて、スタニクザイはタリバン幹部の代表団を率いてウズベキスタンを訪問した。代表団は、ウズベキスタンのアブドゥルアズィーズ・カミロフ外相とイスマティラ・イルガシェフ駐アフガニスタン特別代表と会談。8月12日から15日にかけては、スタニクザイはインドネシアを訪問し、モハマッド・ユスフ・カラ第一副大統領とルトノ・マルスディ外務大臣とアフガニスタン担当特別代表ハミド・アワルディンと会談した。2020年9月に副所長に就任しアブドゥル・ハキム・イシャクザイと交代した。

## タリバン支配(2021年-)
スタニクザイは2021年8月30日、国営テレビとラジオで国内に向け演説し、ターリバーンがアメリカ、NATO、インドとの友好関係を望んでいることを演説し、パキスタンがインドとの冷戦にアフガニスタンの領土侵入を許されないと述べた。スタニクザイはまた、同国のシーク教徒とヒンズー教徒についても言及、彼らは平和に暮らすことができ、離れざるを得なかった人々が戻ることを願うと述べた。

## 参照
1. ↑  “Mullah Akhund to head 'caretaker' Taliban government in Afghanistan with Baradar, Hanafi as deputies” (英語). India Today (2021年9月7日). 2021年9月8日閲覧。
2. 1 2 3  Ahmad Shah Erfanyar (2020年9月10日). “Biographies of intra-Afghan peace talks negotiators”. Pajhwok Afghan News 2021年9月4日閲覧。
3. 1 2 3  “Sher Mohammad Abbas Stanikzai: Top Taliban leader trained with Indian Army”. CNBC TV18. (2021年9月1日) 2021年9月4日閲覧。
4. ↑  “Army veterans remember top Taliban leader Stanikzai as 'Sheru' from 1982 IMA batch” (English). India Today. 2021年8月28日閲覧。
5. ↑  “Who is Taliban leader 'Sheru', once trained at Dehradun's military academy?” (English).  Hindustan Times (2021年8月21日). 2021年8月28日閲覧。
6. ↑  “Ashraf Ghani slams Pakistan for waging 'undeclared war'” (英語). The Indian Express (2015年6月2日). 2019年10月25日閲覧。
7. ↑  “'IMA Talib' a key figure in Doha talks with US” (英語). Hindustan Times (2013年6月28日). 2019年10月25日閲覧。
8. ↑  “Database”. afghan-bios.info. 05-10-2022閲覧。 エラー: 閲覧日が正しく記入されていません。
9. 1 2  Mashal, Mujib (2019年2月16日). “The president, the envoy and the talib: 3 lives shaped by war and study abroad”. New York Times
10. ↑  “Taliban appoint top official to Qatar political office”. Reuters. (2015年11月24日)
11. ↑  “Sher Mohammad Abbas Stanekzai Padshah Khan” (2017年6月26日). 05-10-2022閲覧。 エラー: 閲覧日が正しく記入されていません。
12. ↑  “Taliban resignation points to extent of internal divisions in leadership crisis”. Agence France-Presse. The Guardian (Kabul). (2015年8月4日) 2022年1月25日閲覧。
13. ↑  “Taliban Envoys Barred From Entering UAE - TOLOnews”. 05-10-2022閲覧。 エラー: 閲覧日が正しく記入されていません。
14. ↑  “Taliban, Indonesian Officials Hold Talks On Afghan Peace - TOLOnews”. 05-10-2022閲覧。 エラー: 閲覧日が正しく記入されていません。
15. ↑  “Taliban leader hopes Afghan Hindus, Sikhs who left for India return”. 05-10-2022閲覧。 エラー: 閲覧日が正しく記入されていません。
16. ↑  “Want good relations with all neighbours, top Taliban leader tells News18” (2021年8月30日). 05-10-2022閲覧。 エラー: 閲覧日が正しく記入されていません。